# مندرق
مندرق یک منطقهٔ مسکونی در عربستان سعودی است که در استان جازان واقع شده‌است.